# 李学鵬
李 学鵬（漢音読み：り がくほう、簡体字：李学鹏、繁体字：李學鵬、拼音：Lǐ Xuépéng、Li Xuepeng、1988年9月18日 - ）は、中華人民共和国・遼寧省大連市出身のサッカー選手。中国サッカー・スーパーリーグ・広州恒大所属。中国代表。ポジションはディフェンダー。

## 経歴
1988年中国遼寧省大連市に生まれ。父親は元中国プロサッカー選手(遼寧八一隊)、幼少時代は父の影響でサッカーを始め、少しずつ頭角を現し後に中国スーパーリーグ大連万達クラブ(現大連阿爾濱足球倶楽部)に入籍。

### クラブ

#### 広州恒大
2014年6月10日、大連阿爾濱から広州恒大へ完全移籍した。移籍金は4800万元である。

## タイトル

### クラブ
広州恒大
- AFCチャンピオンズリーグ：1回 (2015)
- 中国サッカー・超級リーグ：2回 (2014, 2015)
- 中国サッカー・スーパーカップ：1回 (2016)